# Weingarten (Missouri)
Weingarten – jednostka osadnicza w Stanach Zjednoczonych, w stanie Missouri, w hrabstwie Sainte Genevieve.